# Toninho Cerezo
Toninho Cerezo, właśc. Antônio Carlos Cerezo (ur. 21 kwietnia 1955 w Belo Horizonte) – brazylijski piłkarz grający na pozycji pomocnika, a obecnie trener piłkarski.

## Kariera klubowa
Pierwszym jego klubem w karierze było Atlético Mineiro, w którym zadebiutował w 1972 roku. Następnie grał w takich klubach jak: Nacional Manaus, ponownie Atlético Mineiro, włoskie AS Roma i UC Sampdoria oraz inne brazylijskie, takie jak São Paulo FC, Cruzeiro EC, Paulista Jundiaí, ponownie São Paulo FC, América i Atlético Mineiro, w barwach którego zakończył karierę w 1998 roku.

## Kariera reprezentacyjna
W reprezentacji Brazylii Toninho Cerezo zadebiutował 9 marca 1977 roku w wygranym 6:0 meczu z Kolumbią. W kadrze narodowej od 1977 do 1985 roku rozegrał 57 spotkań i strzelił 7 goli. Był w kadrze Brazylii na mistrzostwa świata w Argentynie, a także na mistrzostwa świata w Hiszpanii.

## Kariera trenerska
Po zakończeniu kariery Toninho Cerezo został trenerem. Prowadził Guarani FC, japońską Kashimę Antlers, Vitórię Salvador, saudyjskie Al-Hilal, Al-Shabab Dubaj i Al Ain FC ze Zjednoczonych Emiratów Arabskich. W 2010 roku był szkoleniowcem Sport Recife.